# Tatsuhiko Kubo
Tatsuhiko Kubo (久保 竜彦, Kubo Tatsuhiko) est un footballeur japonais né le 18 juin 1976 dans la préfecture de Fukuoka au Japon.